# Piotr Ignatenko
Piotr Ignatenko (27 de septiembre de 1987) es un ciclista ruso.
En 2009 debutó como profesional en el equipo de su país, el Katyusha Continental. Antes de llegar en 2011 al Katusha, se impuso en prestigiosas carreras como el Giro della Valle d'Aosta. En 2015 recaló en las filas del RusVelo.
En 2015 dio positivo por hormona de crecimiento en un control por sorpresa efectuado antes del Giro del Trentino. Finalmente fue suspendido con tres años y nueve meses de inhabilitación.

## Palmarés
2010
- Giro del Valle de Aosta, más 1 etapa
- 1 etapa del Tour de Bulgaria

## Resultados en Grandes Vueltas
| Carrera         | 2009 | 2010 | 2011 | 2012 | 2013 | 2014 | 2015 |
| --------------- | ---- | ---- | ---- | ---- | ---- | ---- | ---- |
| Giro de Italia  | -    | -    | -    | -    | 40.º | -    | -    |
| Tour de Francia | -    | -    | -    | -    | -    | -    | -    |
| Vuelta a España | -    | -    | -    | -    | -    | -    | -    |

-: no participa

Ab.: abandono

## Equipos
- Katyusha Continental (2009)
- Itera-Katusha (2010)
- Katusha (2011-2014)
- RusVelo (2015)